# Vanhanlampi
Vanhanlampi eller Vanhalanlampi är en sjö i Finland. Den ligger i kommunen Taivalkoski i landskapet Norra Österbotten, i den centrala delen av landet, 600 km norr om huvudstaden Helsingfors. Vanhalanlampi ligger 200,7 meter över havet. Arean är 19,4 hektar och strandlinjen är 1,97 kilometer lång. Sjön  ingår i Ijo älvs huvudavrinningsområde. 